# Рид, Луис Джон
Луис Джон Рид (англ. Louis Rhead) — (6 ноября (18 ноября) 1857, Стаффордшир — 29 июля 1926), американский художник.

## Биография
Уроженец Англии, сын художника по керамике, трудившегося на фирме Веджвуд.
В юные годы учился живописи в Париже. В 1880-х уехал в США, где работал художественным директором у нью-йоркского издателя Д. Эплтона.
С 1891 года Луис путешествовал по Европе и во время пребывания в Париже посетил там выставку Э. Грассе, известного европейского художника-плакатиста. Его работы затронули Рида и после личной встречи с Грассе он решил заняться дизайном плаката.
По возвращении в Нью-Йорк в течение второй половины 1890-х он нарисовал около ста работ. Основная часть работ художника была выполнена для различных периодических изданий (таких, как «The Sun», «The Morning Star», «The Century», «The Journal»). Он также работал и для промышленности, создавая рекламные образы для сигарет, мыла, духов и т. п. Луис оказался практически единственным, кто попытался перенести французский ар-нуво на американскую территорию и этот опыт оказался весьма и весьма удачным. Как художник, он был признан практически до конца своей жизни. В частности, в 1895 у него была персональная выставка в Нью-Йорке, на Международной выставке плаката в Бостоне он стал лауреатом золотой медали. В Париже была устроена его персональная выставка в «Салоне ста».

## Особенности стиля
В творчестве Рида хорошо видно влияние Грассе, но сильно американизированное: гораздо более яркие цвета, наглядность (кто-то может сказать — упрощённость), определённая смелость в чередовании простых и сложных элементов. Он также часто использует образы женщин, одетых в узорчатые платья весьма сложной компоновки. Использует также в своих работах основные цвета (а не пастельные).

## Галерея

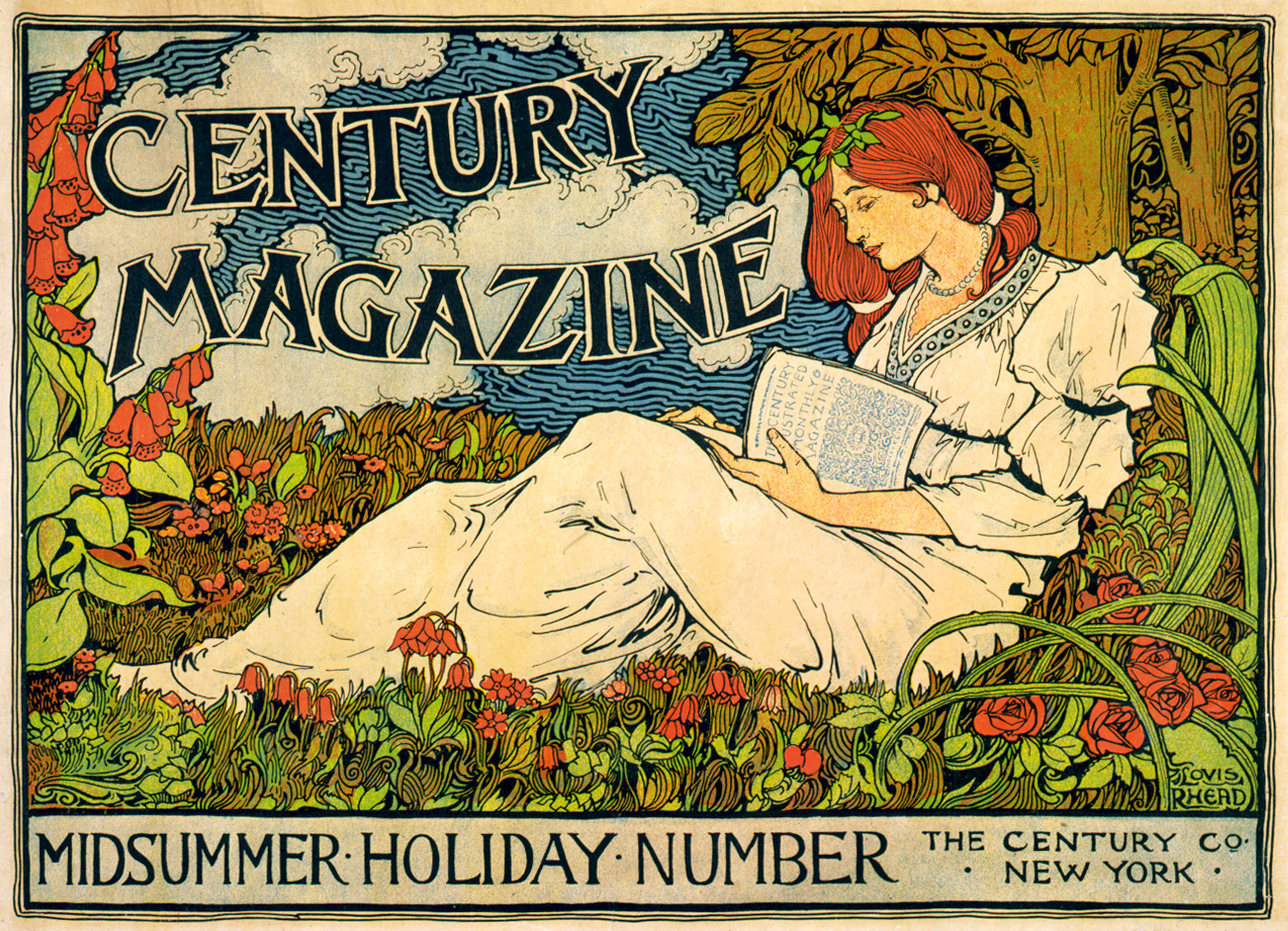
The Century Magazine, 1894
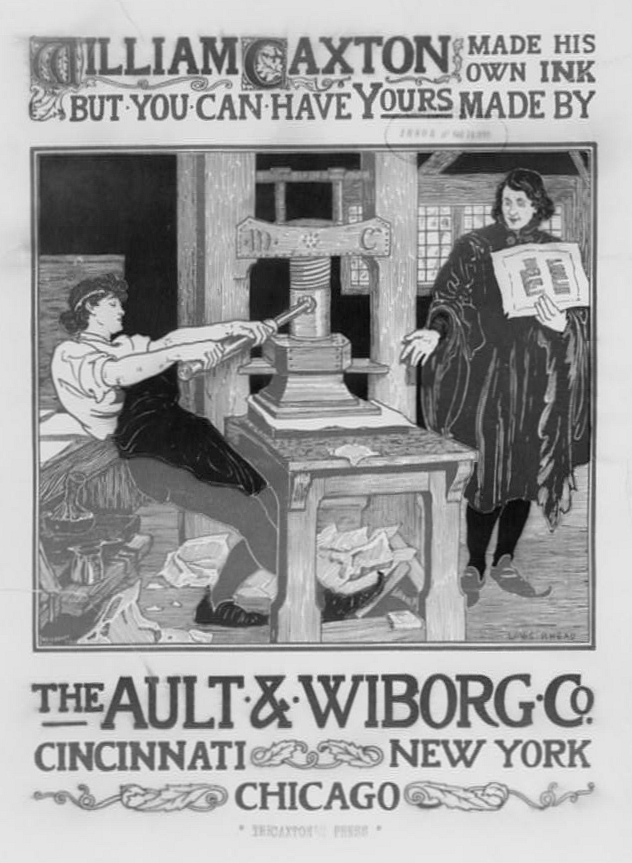
Плакат 1896 года
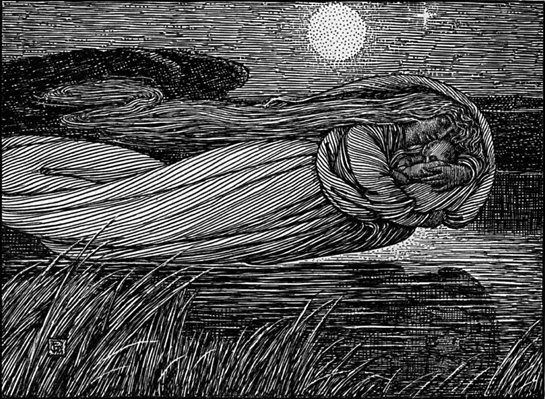
Иллюстрация к Идиллии короля Альфреда Теннисона, 1898
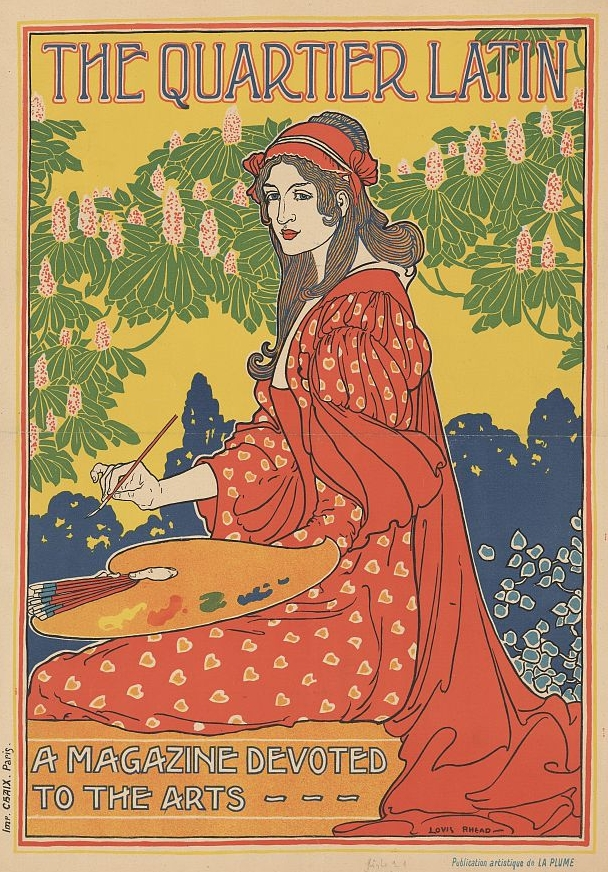
Латинский квартал
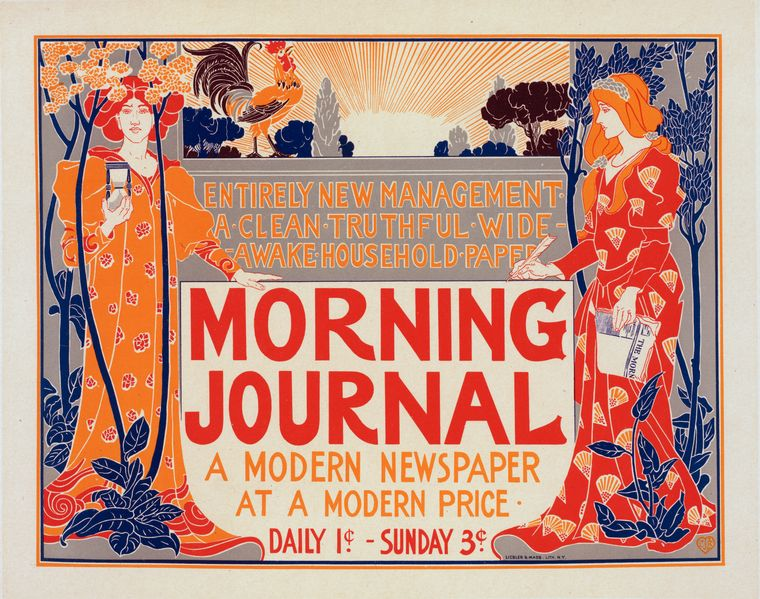
Утренний журнал (Morning Journal)
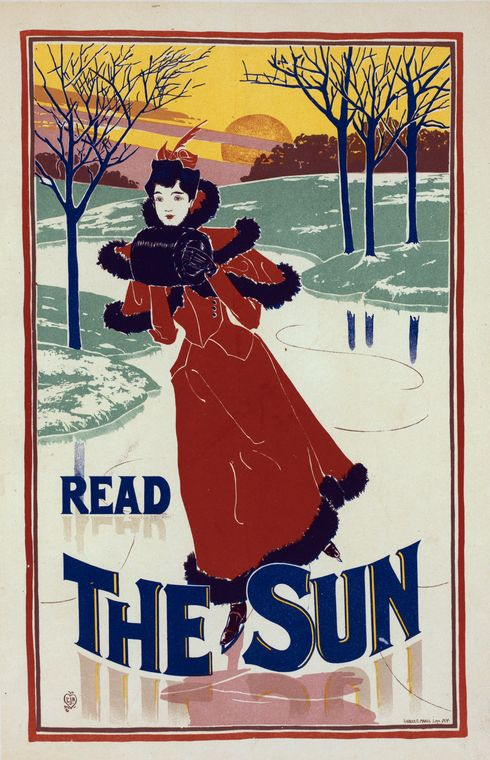
Нью-Йорк сан (The New York Sun), 1900
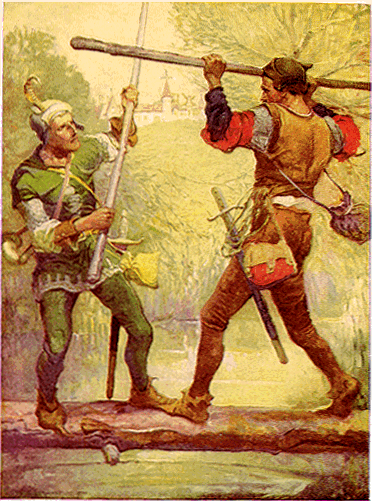
Робин Гуд и Маленький Джон, 1912
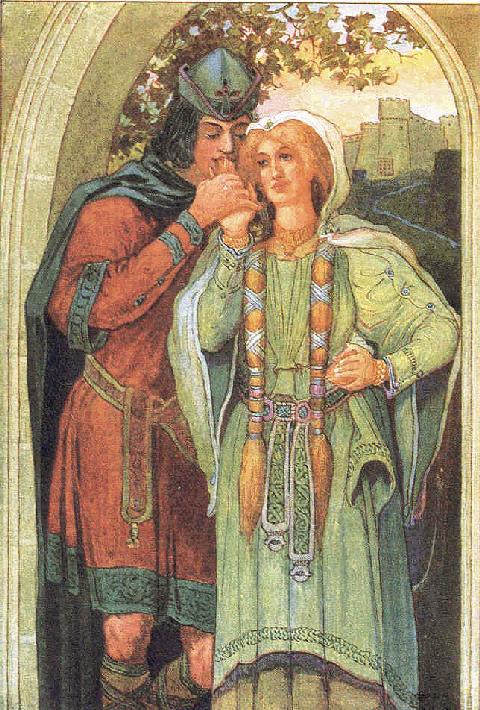
Прощание Тристана и Изольды
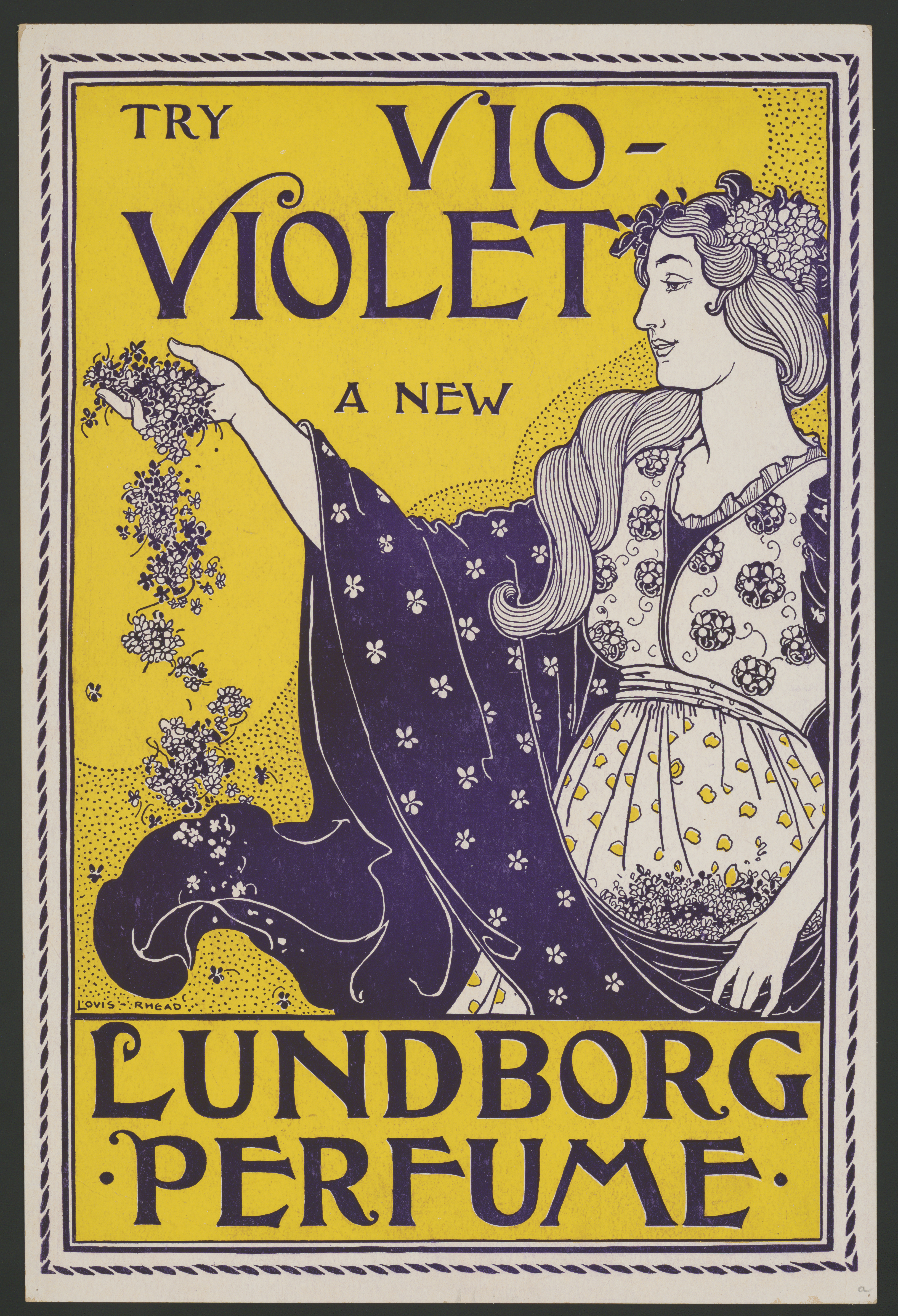
Реклама духов Lundborg.